# Michele Marieschi
Michele Marieschi, (1710 - 1743), fou un pintor de l'escola vedutista veneciana.
Fill d'un gravador, Marieschi és menys conegut que altres pintors de vedutes com Canaletto o Francesco Guardi. Marieschi es va iniciar en la pintura d'estructures arquitectòniques com escenògraf, per a treballar més tard com a pintor de capritxos i, finalment, com a pintor de vedutes realistes, probablement influenciat per l'èxit creixent de Canaletto en aquest registre. Es caracteritza per l'ús de la càmera fosca, la qual cosa com a Bellotto, li fa pintar amb clarobscurs abundants. Les seves panoràmiques són dilatades i empra riques barreges de colors.
Malgrat no estar documentat, sembla que abans de 1735 va estar a Alemanya, mentre que entre 1736 i 1741 consta com a membre de la fraglia dei pittore o gremi de pintors de Venècia. Poc abans d'aquesta època, però, consta com el decorador de la Piazzetta de Venècia per les festes de Carnaval. Marieschi destaca també per una sèrie de vint-i-un gravats sobre Venècia, titulada Magnificentiores Selectioresque Urbis Venetiarum Prospectus, que inclou també un autoretrat de l'artista.
Entre altres indrets, la seva obra es conserva a l'Acadèmia i al Museu Correr de Venècia, la Galeria Nacional de Londres, el museu nacional d'Estocolm o la galeria nacional d'Irlanda.